# SN 2007ck
SN 2007ck — сверхновая звезда II типа, вспыхнувшая 19 мая 2007 года в галактике MCG +05-43-16, которая находится в созвездии Геркулес.

## Характеристики
Сверхновая была зарегистрирована британским астрономом-любителем Томом Боулзом (англ. Tom Boles). Вспышка относится ко II типу, то есть к распространённому, «обычному» явлению, когда на определённом этапе эволюции массивная (не менее 9 масс Солнца) звезда коллапсирует, выбрасывая звёздное вещество во внешнее пространство. Местоположение SN 2007ck определяется 17,9" к западу и 4,2" к югу от центра родительской галактики. Расстояние до неё оценивается в 380 миллионов световых лет.
Помимо данной сверхновой, в галактике MCG +05-43-16 буквально через несколько дней, 4 июня, была зарегистрирована ещё одна вспышка — SN 2007co. В большинстве галактик вспышки сверхновых повторяются через 25—100 лет, поэтому оказалось удивительным, что в такой краткий срок произошли два подобных события.